# Death Stranding 2: On the Beach
Death Stranding 2: On the Beach je akční adventura z roku 2025, kterou vyvinula společnost Kojima Productions a vydala společnost Sony Interactive Entertainment. Jedná se o pokračování hry Death Stranding a jejím autorem, producentem a režisérem je Hideo Kodžima. Je to také druhá hra studia Kojima Productions jako nezávislého subjektu a druhá spolupráce studia se společností Sony. 

## Děj a zasazení
Děj hry se odehrává především v Austrálii, jedenáct měsíců po událostech první hry, v postapokalyptickém světě zpustošeném nadpozemskými tvory. Hráč ovládá kurýra na volné noze Sama Portera Bridgese, který se se svými společníky vydává na expedici napříč australským kontinentem, aby připojil izolované přeživší a kolonie k bezdrátové komunikační "chirální" síti a zachránil tak lidstvo před vyhynutím.

## Obsazení
Ve hře vystupují ústřední postavy předchozí hry, včetně Sama Portera Bridgese, Fragile a Higgse, které si zopakovali Norman Reedus, Léa Seydoux a Troy Baker. K nim se připojuje nové obsazení ve složení Elle Fanning, Shioli Kutsuna, Luca Marinelli, Alastair Duncan, Alissa Jung a Debra Wilson, a také speciální vystoupení George Millera, Fatiha Akina, S. S. Rajamouliho a Nicolase Windinga Refna, přičemž posledně jmenovaný si zopakoval svou roli z první hry.

## Vývoj a vydání
Hideo Kodžima začal psát pokračování hry před rokem 2020, ale přepracoval svůj příběh od základu tak, aby odrážel dopad Covidu-19 na celosvětovou populaci. Po dokončení příběhu se objevily narážky na to, že společnost Kojima Productions chystá Death Stranding rozpracovat do podoby seriálu, než Reedus v květnu 2022 potvrdil, že se na pokračování hry pracuje. 
Death Stranding 2: On the Beach byl oficiálně oznámen v prosinci 2022 spolu s potvrzením nových herců. Hra byla vydána 26. června 2025 pro PlayStation 5. Hra získal od kritiků všeobecně příznivé hodnocení.